# Шультце, Гейнц-Отто
Гейнц-Отто Щультце (нем. Heinz-Otto Schultze; 13 сентября 1915, Киль — 25 ноября 1943, западнее Конго, Южная Атлантика) — немецкий офицер-подводник, капитан-лейтенант (1 ноября 1941 года).

## Биография
Сын генерал-адмирала Отто Шульце.
26 сентября 1934 года поступил на флот кадетом. 1 апреля 1937 года произведен в лейтенанты, а в мае 1937 года перевед`н в подводный флот.

## Вторая мировая война
Служил вахтенным офицером на подлодке U-31, затем командовал учебными подлодками U-4 (8 июня — 28 июля 1940 года) и U-141 (21 августа 1940 — 30 марта 1941 года).
26 апреля 1941 года назначен командиром подлодки U-432, на которой совершил 7 походов (проведя в море в общей сложности 270 суток), в основном в Северную Атлантику и к Восточному побережью США.
9 июля 1942 года награждён Рыцарским крестом Железного креста.
15 января 1943 года сдал командование лодкой, а 11 марта назначен командиром подлодки U-849 (Тип IX-D2).
Вывел лодку в первый поход, который продолжался 55 суток. 25 ноября 1943 года она была потоплена американской авиацией, и весь экипаж (63 человека) погиб.
Всего за время военных действий Шультце потопил 19 судов общим водоизмещением 64 669 брт и повредил 2 судна водоизмещением 15 666 брт.